# Technische Hochschule Nürnberg Georg Simon Ohm
Die Technische Hochschule Nürnberg Georg Simon Ohm (kurz TH Nürnberg, THN; oder auch: GSO) ist eine staatliche Technische Hochschule in Nürnberg. Ihren Beinamen trägt sie im Gedenken an Georg Simon Ohm, der von 1833 bis 1849 an der Vorgängerinstitution als Professor lehrte und deren Rektor er ab 1839 war. Aktuell gibt es dort rund 13.000 Studierende. Sie ist nicht zu verwechseln mit der Technischen Universität Nürnberg, die 2021 gegründet wurde.

## Geschichte

### Gründung
Die Bildungseinrichtung wurde im Jahr 1971 durch den Zusammenschluss folgender Institutionen gegründet:
- Aus den Vorläufern Städtische Industrieschule für Knaben 1803 und Polytechnisches Institut (Städtisches Realinstitut) 1809 ging die Städtische Polytechnische Schule, gegründet 1823 hervor; später Polytechnische Schule (Staatsschule) 1833, Königliche Industrieschule 1868, Königlich Bayerisches Technikum 1907, Höhere Technische Staatslehranstalt Nürnberg 1919, Ohm-Polytechnikum Nürnberg 1932 (seit 1949 mit Zusatz „Staatliche Akademie für angewandte Technik“) und Georg-Simon-Ohm-Fachhochschule Nürnberg 1971
- Höhere Wirtschaftsfachschule der Stadt Nürnberg, gegründet 1963
- Höhere Fachschule für Sozialarbeit, gegründet 1963 (Vorläufer 1925)
- Höhere Fachschule für Sozialpädagogik, gegründet 1968 (Vorläufer 1927)
- Offener Zeichensaal, gegründet 1910
- Höhere Fachschule für Grafik und Werbung der Stadt Nürnberg, gegründet 1968

### Umbenennungen
Ursprünglich als Fachhochschule Nürnberg gegründet, erhielt diese das Recht, den Beinamen Georg Simon Ohm zu führen. Zum 1. Oktober 2007 erfolgte die Umbenennung in Georg-Simon-Ohm-Hochschule Nürnberg (Hochschule für angewandte Wissenschaften). Am 12. März 2013 beschloss der bayerische Ministerrat mit Inkrafttreten zum 1. Oktober 2013 die Umbenennung in „Technische Hochschule“, zusammen mit den Fachhochschulen Deggendorf, Ingolstadt und Regensburg/Amberg-Weiden.

### Kooperationen
- Zur Hochschule gehört die Bibliothek der Technischen Hochschule Nürnberg Georg Simon Ohm.
- Die TH Nürnberg ist Mitglied im MedienCampus Bayern, dem Dachverband für die Medienaus- und -weiterbildung in Bayern.
- Die TH Nürnberg ist einer der Gründungspartner des Energie Campus Nürnberg, der größten Energieforschungseinrichtung in Nordbayern.
- Die TH Nürnberg hat den Wettbewerb „innovative Hochschule“ gewonnen und baut deshalb ab 2019 das „Leonardo-Zentrum“ auf, in dem fächerübergreifend an Projekten geforscht wird (zum Beispiel zum „Auto als Kommunikationsplattform der Zukunft“ oder zu „Nachhaltige Ideen planen“).[7]
- Zur Vereinbarkeit von Familie und Beruf kooperiert die Hochschule mit der Kinderkrippe milliOHM, die zunächst hochschuleigen war, bevor 2017 der Förderverein Bund der Freunde der Technischen Nürnberg die Trägerschaft übernahm.[8][9]

### Sonstiges
- Am 29. Juli 2005 wurde der erste Spatenstich des Neubaus für den Fachbereich Angewandte Chemie (T-Bau) an der Ecke Prinzregentenufer/Wassertorstraße durchgeführt. Der Neubau, Kosten etwa 20,8 Millionen Euro, wurde von Grabow + Hofmann entwickelt und 2008 fertiggestellt. Seit 2008 wurde der A-Bau am Keßlerplatz in zwei Schritten grundlegend saniert. Die erste Hälfte wurde Anfang 2010 fertiggestellt, die zweite Hälfte zum Wintersemester 2012/2013.

## Fakultäten
| Fakultät                                                        | seit | Immatrikulierte Studierende (Stand WS 24/25) | Studiengänge |
| --------------------------------------------------------------- | ---- | -------------------------------------------- | ------------ |
| Angewandte Chemie (AC)                                          | 1971 | 333                                          | 2            |
| Angewandte Mathematik, Physik und Allgemeinwissenschaften (AMP) | 1971 | 481                                          | 3            |
| Architektur (AR)                                                | 1971 | 410                                          | 2            |
| Bauingenieurwesen (BI)                                          | 1971 | 718                                          | 3            |
| Betriebswirtschaft (BW)                                         | 1971 | 2.993                                        | 9            |
| Design (D)                                                      | 1971 | 496                                          | 1            |
| Elektrotechnik Feinwerktechnik Informationstechnik (efi)        | 1971 | 1.975                                        | 7            |
| Informatik (IN)                                                 | -    | 1.131                                        | 6            |
| Maschinenbau und Versorgungstechnik (MB/VS)                     | 1971 | 1.311                                        | 6            |
| School of Health                                                | 2021 | 202                                          | 2            |
| Sozialwissenschaften (SW)                                       | 1971 | 1.626                                        | 3            |
| Verfahrenstechnik (VT)                                          | 1971 | 248                                          | 3            |
| Werkstofftechnik (WT)                                           | 1971 | 259                                          | 2            |
| OHM Professional School                                         | -    | 369                                          | 6            |
| Gesamt                                                          |      | 12.552                                       | 55           |

Anmerkung: In Klammern das Kürzel für die jeweilige Fakultät

## Standorte
Der Hauptcampus befindet sich am Keßlerplatz in der Nähe der Wöhrder Wiese. Darüber hinaus verteilen sich die Einrichtungen der Hochschule über 11 weitere Standorte in Nürnberg sowie einen Standort in Neumarkt in der Oberpfalz.
Die Fakultät Informatik mit dem Studiengängen Informatik und Medien-/Wirtschaftsinformatik beispielsweise befindet sich am Standort H in der Hohfederstraße 40.

## Studiengänge

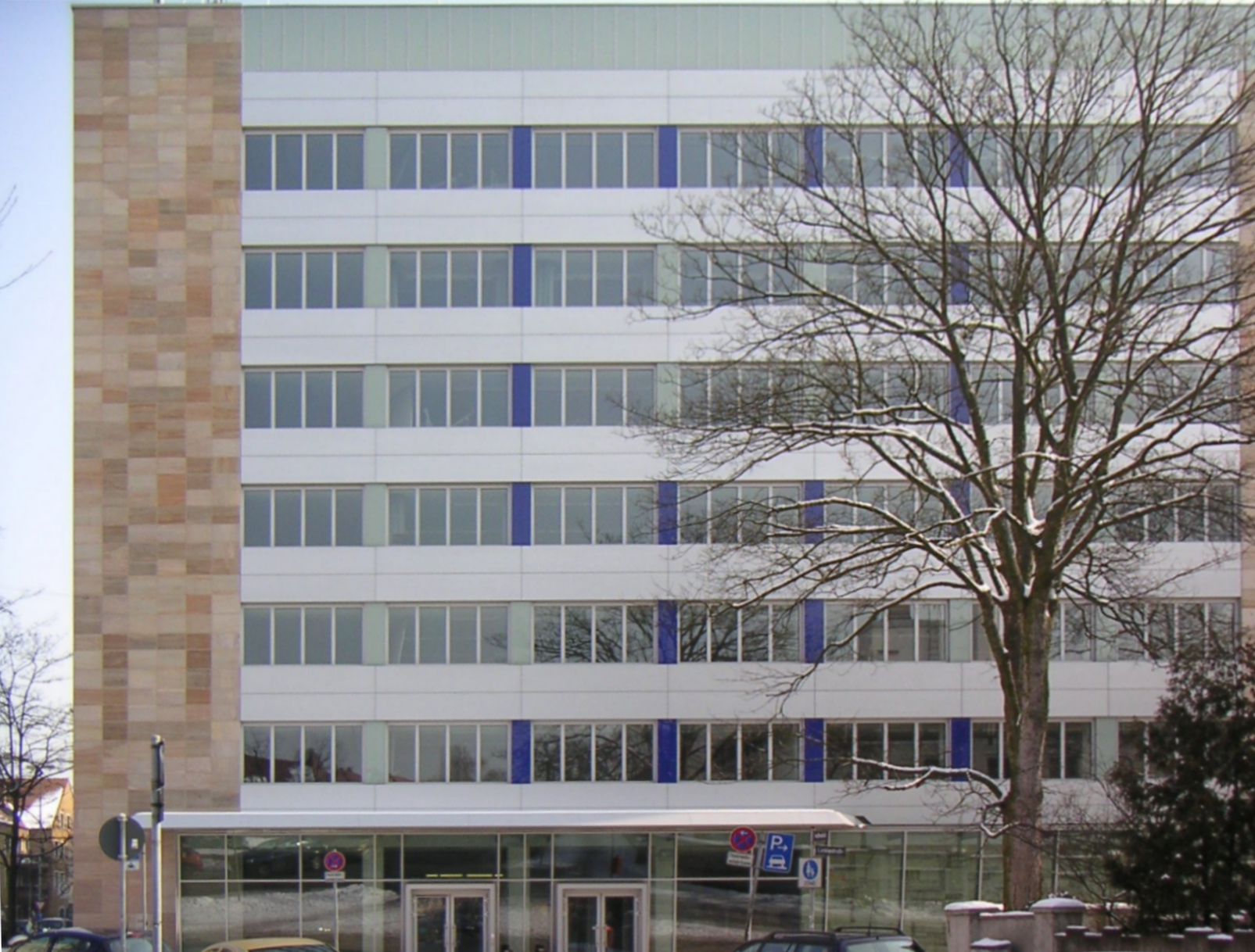
Hauptgebäude am Kesslerplatz

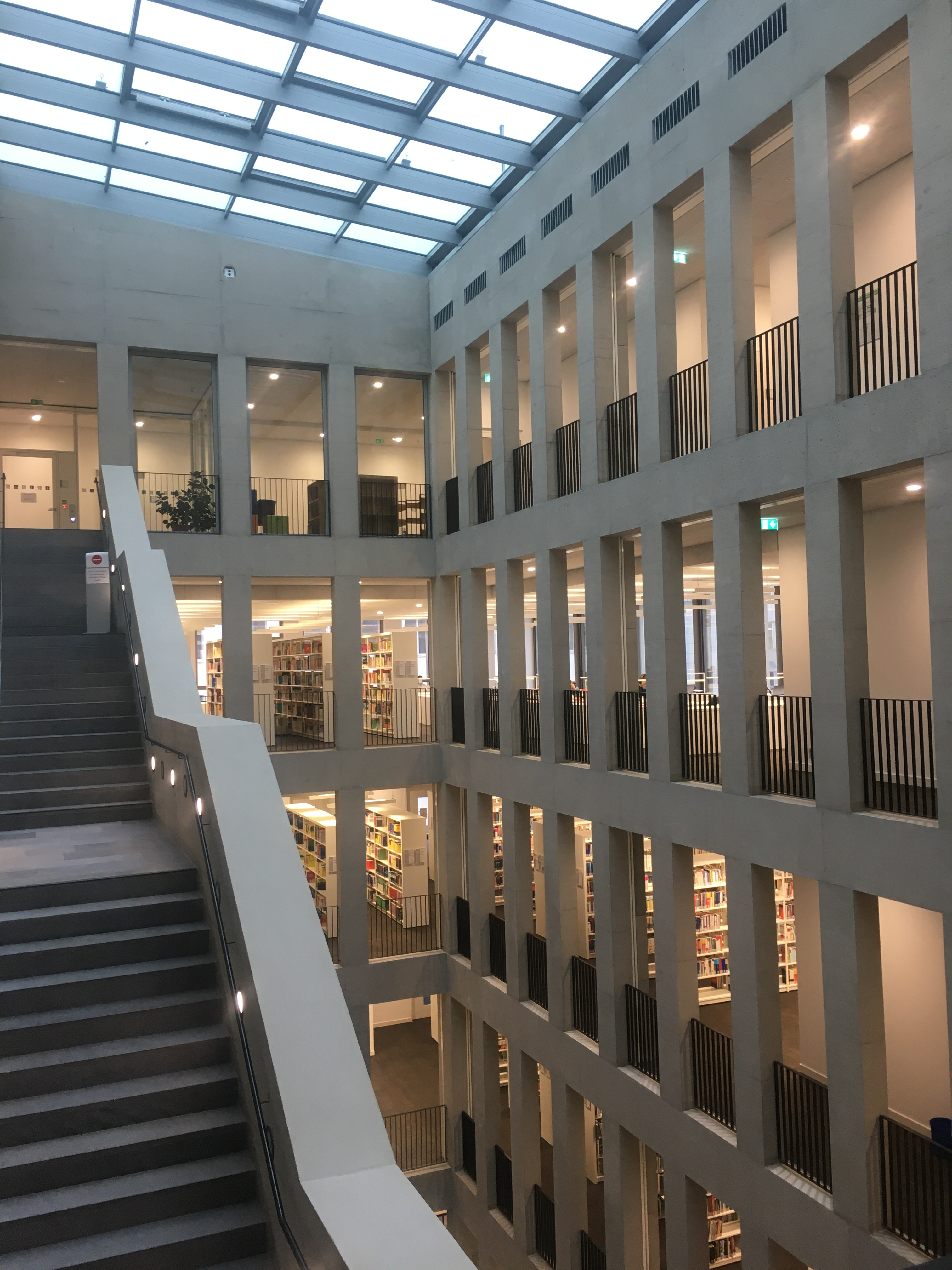
Innenansicht der Bibliothek im Informationszentrum

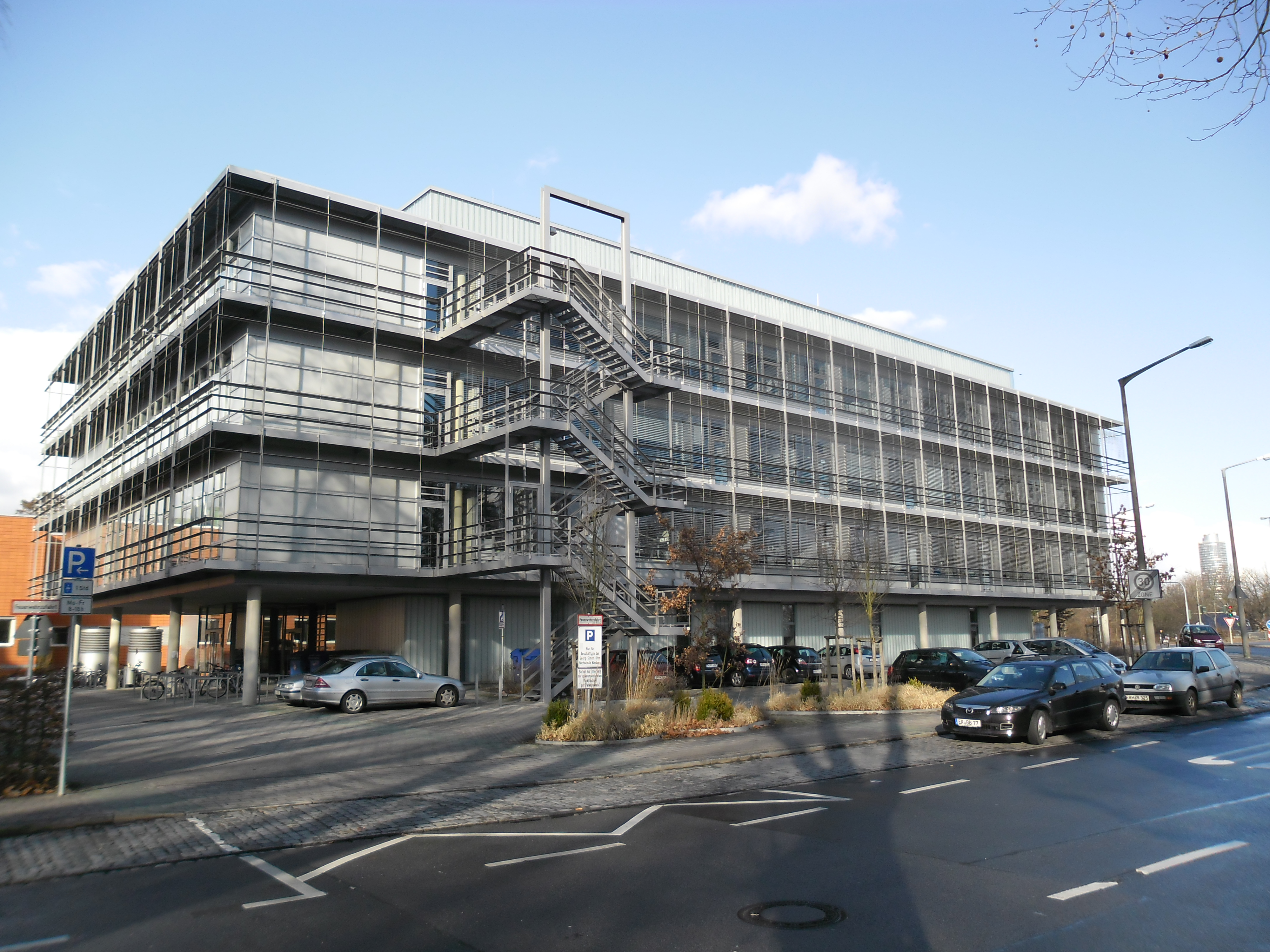
KT-Gebäude

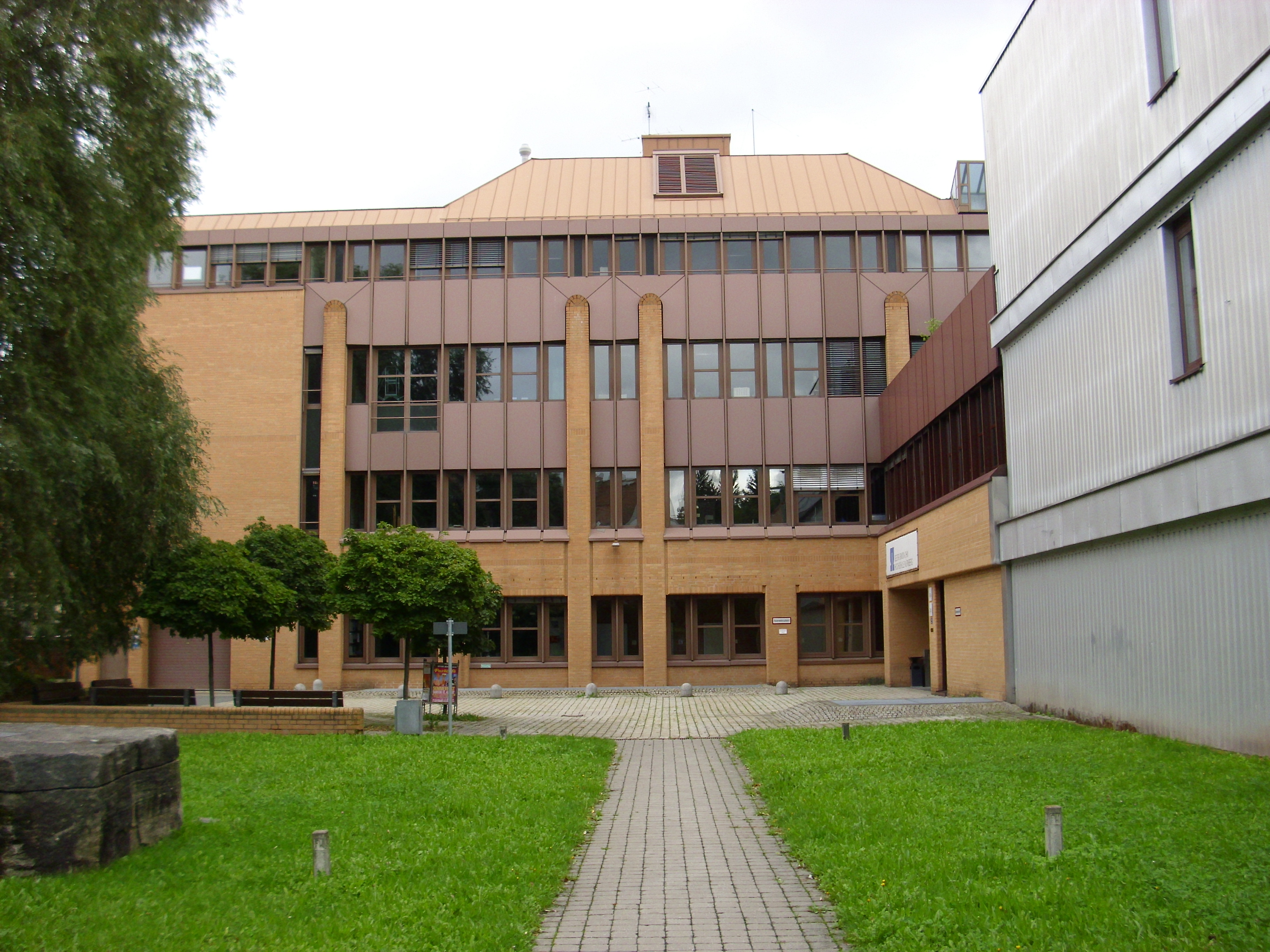
WD-Gebäude, Wassertorstraße 10

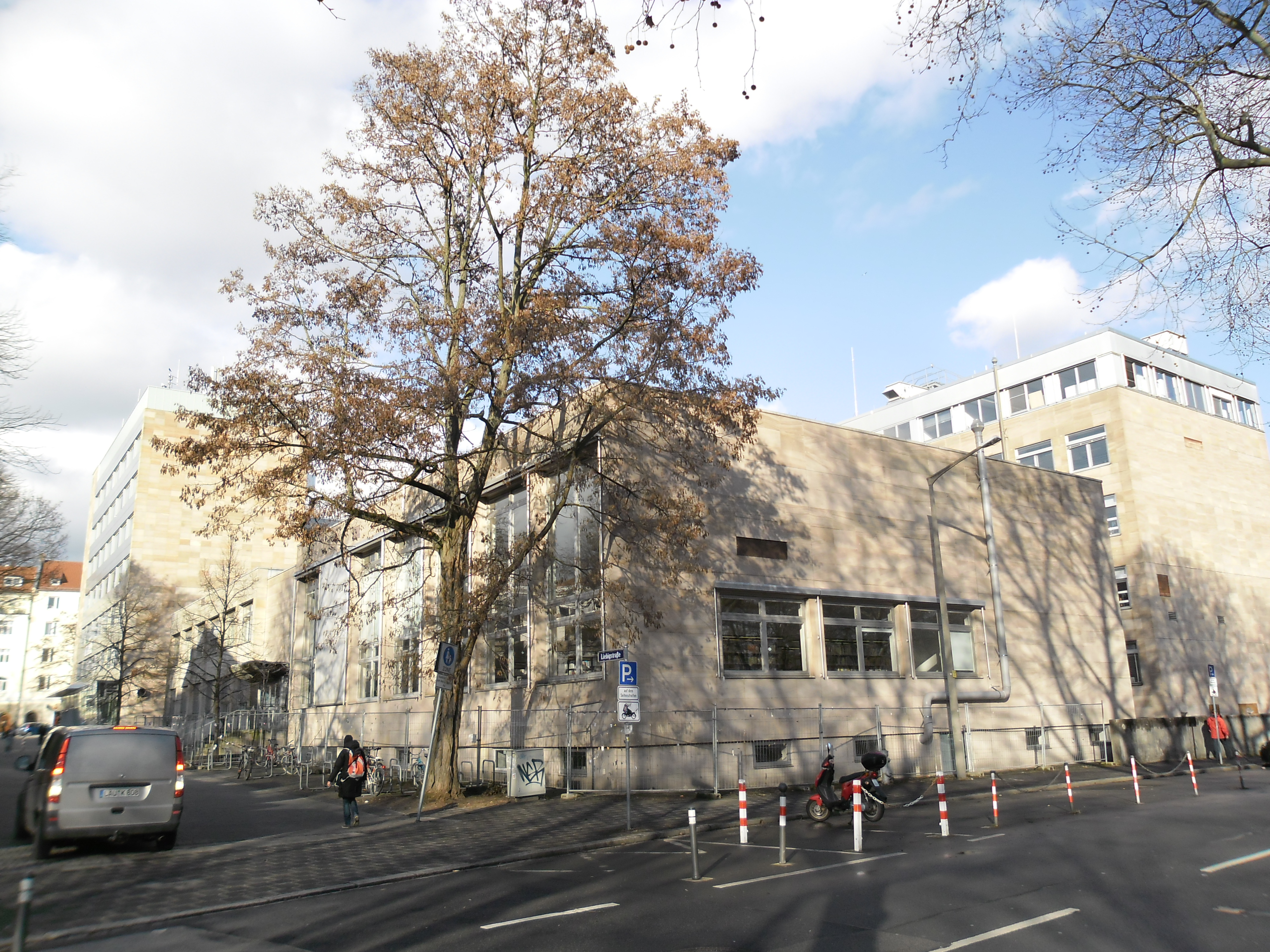
KA-, KV- und KB-Gebäude am Keßlerplatz

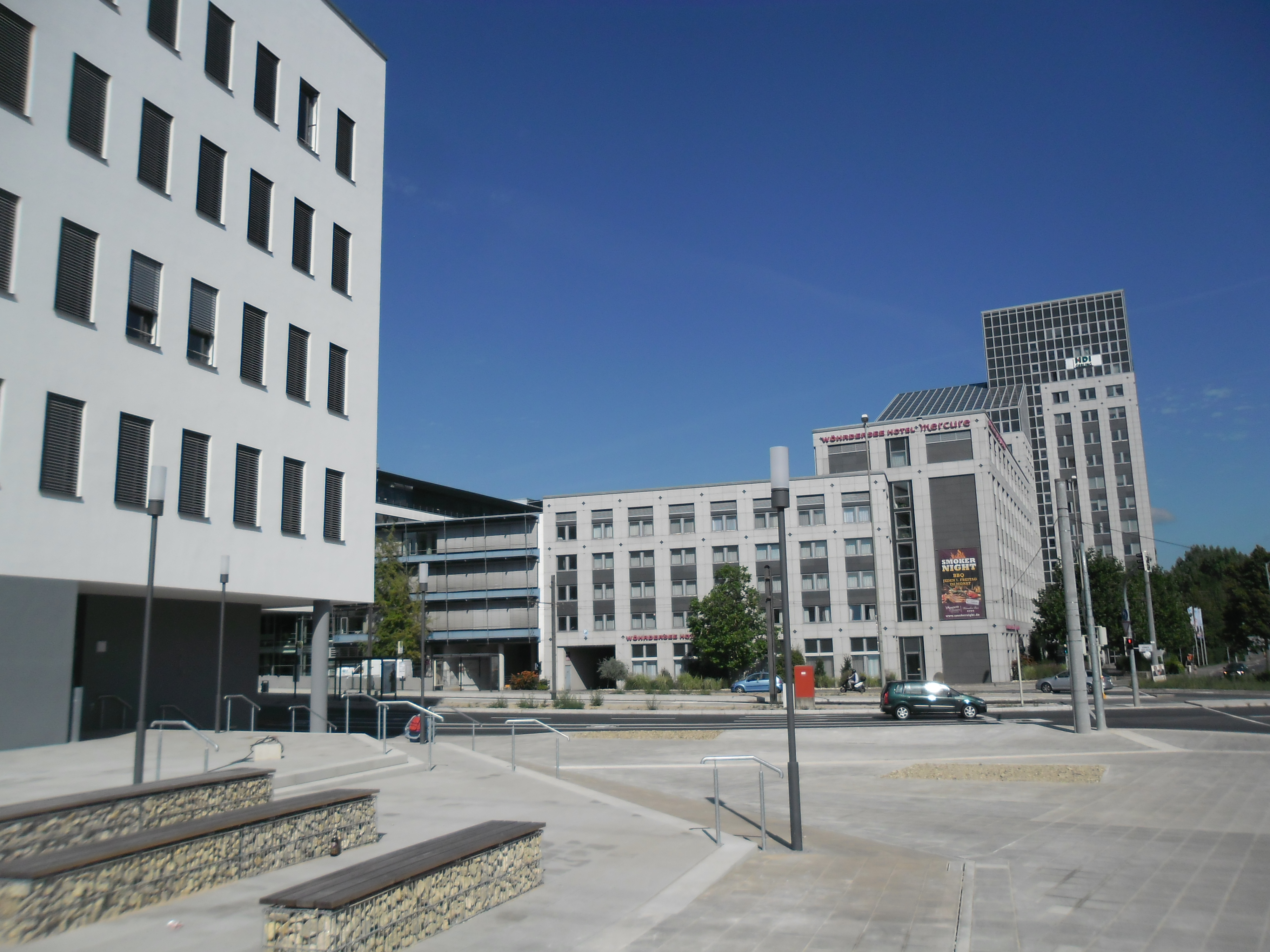
BB-Gebäude, Bahnhofstraße

Die TH Nürnberg bietet derzeit über 45 Studiengänge an: Kursiv gesetzte Studiengänge werden auch als Duales Studium angeboten.

### Bachelorstudiengänge
- Angewandte Chemie (Vertiefungsrichtungen: Chemie, Biochemie oder Technische Chemie)
- Angewandte Mathematik und Physik
- Architektur
- Bauingenieurwesen
- Betriebswirtschaft
- Digitales Gesundheitsmanagement
- Design
- Elektro- und Informationstechnik
- Energieprozesstechnik
- Energie- und Gebäudetechnik
- Energie- und regenerative Technik
- Energie- und Wasserstofftechnik
- Fahrzeugtechnik
- Hebammenwissenschaft
- Informatik
- Ingenieurpädagogik
- International Business
- International Business and Technology
- Management in der Biobranche
- Maschinenbau
- Mechanical Engineering (Unterrichtssprache Englisch)
- Mechatronik / Feinwerktechnik
- Media Engineering
- Medieninformatik
- Medizintechnik
- Prozessingenieurwesen
- Social Data Science & Communication
- Soziale Arbeit
- Soziale Arbeit: Erziehung und Bildung im Lebenslauf
- Soziale Arbeit: Erziehung und Bildung im Lebenslauf Dual (ab SoSe 2019)
- Technikjournalismus / Technik-PR
- Verfahrenstechnik
- Werkstofftechnik
- Wirtschaftsinformatik

### Berufsbegleitende Bachelorstudiengänge
- Betriebswirtschaft

### Masterstudiengänge
- Angewandte Chemie (Vertiefungsrichtungen: Chemie, Biochemie oder Technische Chemie)
- Angewandte Mathematik und Physik
- Applied Research in Engineering Sciences
- Architektur
- Betriebswirtschaft
- Chemieingenieurwesen und Verfahrenstechnik
- Elektronische und Mechatronische Systeme
- Energiemanagement und Energietechnik
- Gebäudetechnik
- Informatik
- International Finance and Economics
- International Marketing
- Internationales Bauwesen
- Maschinenbau
- Medieninformatik
- Neue Materialien, Nano- und Produktionstechnik
- Soziale Arbeit
- Steuerberatung
- Urbane Mobilität / Verkehrsingenieurwesen
- Wirtschaftsinformatik
- Wirtschaftsrecht

### Berufsbegleitende Masterstudiengänge
- Beratung und Coaching
- Einkauf und Logistik / Supply Chain Management
- Einkauf und Supply Management
- Facility Management
- Master of Business Administration (MBA) für Nicht-Wirtschaftler
- Master of Business Administration (MBA) für Wirtschaftler
- Software Engineering und Informationstechnologie

### Kooperatives Promotionsverfahren
Daneben bietet die TH Nürnberg ein Doktorandenseminar an, das Studenten die Möglichkeit bietet, in einem kooperativen Promotionsverfahren den Doktorgrad zu erreichen.

## Logo

Ehemaliges Logo
Ehemaliges Logo
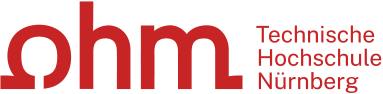
Aktuelles Logo

## Persönlichkeiten
- Karl Maximilian von Bauernfeind (* 1818; † 1894), Geodät und Brückenbau-Ingenieur
- Ingeborg Bausenwein (* 1920; † 2008), Pädagogin, Ärztin und Sportmedizinerin, Lehrbeauftragter für Betriebswirtschaft, Fakultät Betriebswirtschaft
- Ingrid Burgstaller (* 1960), Professorin für Stadtplanung und Städtebau und Dekanin (seit 2018), Fakultät Architektur
- Thilo Castner (* 1935; † 2022); Schriftsteller, Lehrbeauftragter für Betriebswirtschaft, Fakultät Betriebswirtschaft
- Ernst Georg Deuerlein (* 1893; † 1978), Professor an der Hochschule für Verwaltung in Niedersachsen (HSVN)
- Peter Daiser (* 1979), Professor für Digitalisierungsmanagement an der Hochschule für Verwaltung in Niedersachsen (HSVN), studierte Betriebswirtschaft an der THN, Fakultät Betriebswirtschaft
- Jürgen Doeblin (* 1946), Professor für Betriebsstatistik und Wirtschaftsmathematik (1984–2007), Fakultät Betriebswirtschaft
- Hans Ebersberger (* 1932; † 2010), Oberstudienrat für Deutsch und Wirtschaftsgeschichte (1960–1970) an der Höhere Wirtschaftsschule Nürnberg (Vorgängereinrichtung), Lehrbeauftragter für Betriebswirtschaft an der THN, Fakultät Betriebswirtschaft
- Ralph Edelhäußer (* 1973), Politiker und Mitglied des Deutschen Bundestages, studierte Betriebswirtschaft an der THN, Fakultät Betriebswirtschaft
- Herbert Eichele, ehemaliger Rektor
- Florian Fischer (* 1977), Professor für Entwerfen, Fakultät Architektur
- Hartmut Fuchs (* 1952), Professor für Entwerfen und ehemaliger Dekan (2013–2018), Fakultät Architektur
- Thorsten Glauber (* 1970), Politiker und Staatsminister für Umwelt und Verbraucherschutz, Mitglied des bayerischen Landtags
- Volker Halbach (* 1969), Professor für Architektur, Fakultät Architektur
- Stefan Hempel (* 1974), Moderator, studierte Betriebswirtschaft an der THN, Fakultät Betriebswirtschaft
- Bertold Kamm (* 1926; † 2016), Politiker und Geschäftsführer der Arbeiterwohlfahrt Nürnberg, Lehrbeauftragter für Betriebswirtschaft an der THN, Fakultät Betriebswirtschaft
- Markus Kaiser (* 1978), Professor für Journalismus und Change Management, ehemaliger Leiter der Medienstandort-Agentur des Freistaats Bayern
- Hubert Kress (* 1952), Professor für Baukonstruktion und Gebäudetechnik und ehemaliger Dekan (2007–2013), Fakultät Architektur
- Roland Krippner (* 1960), Professor für Konstruktion und Technik, Fakultät Architektur
- Fritz Mayer (* 1889; † 1964), Professor für Architektur
- Christian Neuburger (* 1971), Architekt, Lehrbeauftragter für Architektur
- Hartmut Niederwöhrmeier (* 1945), Professor für Baukonstruktion, Gebäudelehre und Entwerfen und ehemaliger Dekan (1994–1997), Fakultät Architektur
- Willi Oberlander (* 1952), Sozialwissenschaftler und Fachbuchautor, studierte Betriebswirtschaft an der THN, Fakultät Betriebswirtschaft
- Bernd Ogan (* 1942; † 2019); Pädagoge und Publizist, Lehrbeauftragter für Betriebswirtschaft, Fakultät Betriebswirtschaft
- Georg Simon Ohm (* 1789; † 1854), Professor und ehemaliger Rektor (1833–1849)
- Stefan Pürner (* 1960); Schriftsteller und Jurist, Lehrbeauftragter für Betriebswirtschaft, Fakultät Betriebswirtschaft
- Hermann Scherzer (* 1926; † 2023), Professor für Entwerfen und Städtebau und ehemaliger Dekan (1983–1987), Fakultät Architektur
- Gerd Schmelzer (* 1951), Immobilienunternehmer, studierte Betriebswirtschaft an der THN, Fakultät Betriebswirtschaft
- Dieter Schmitt (* 1937), Professor für Gestaltung und Darstellung und ehemaliger Dekan (1991–1994), Fakultät Architektur
- Andreas Schwarz (* 1965), Mitglied des Deutschen Bundestages, studierte Betriebswirtschaft an der THN, Fakultät Betriebswirtschaft
- Martin Speer (Aktivist) (* 1986), deutscher Autor, Aktivist, Wirtschaftswissenschaftler und politischer Kommunikator, studierte Betriebswirtschaft an der THN, Fakultät Betriebswirtschaft
- Volker Stahlmann (* 1944), Professor für Umweltökonomie (1982–1992), Ökonom und Wegbereiter einer umweltverantwortlichen Unternehmensführung, Fakultät Betriebswirtschaft
- Peter Thuy (* 1961); Wirtschaftswissenschaftler, Lehrbeauftragter für Betriebswirtschaft, Fakultät Betriebswirtschaft
- Klaus von Grebmer (* 1944), Ökonom, Lehrbeauftragter für Betriebswirtschaft an der THN, Fakultät Betriebswirtschaft
- Yasmin Mei-Yee Weiß (* 1978), Professorin für Betriebswirtschaftslehre und Personalmanagerin, Fakultät Betriebswirtschaft
- Arnold Weissman (* 1955); Wirtschaftswissenschaftler, Lehrbeauftragter für Betriebswirtschaft, Fakultät Betriebswirtschaft
- Rainer Zietsch (* 1964), deutscher Fußballprofi und Trainer, studierte Betriebswirtschaft an der THN, Fakultät Betriebswirtschaft
- Armin Zitzmann (* 1960); Manager, Lehrbeauftragter für Betriebswirtschaft, Fakultät Betriebswirtschaft